# San hô tre

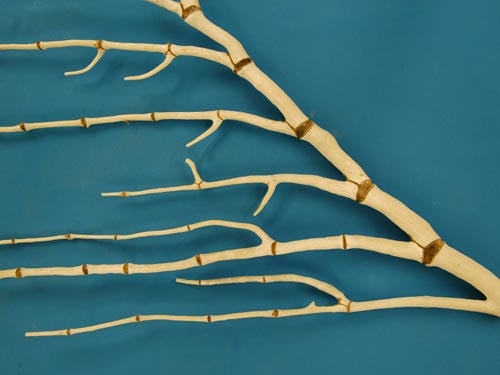
Cành san hô tre với các lóng protein gorgonin.

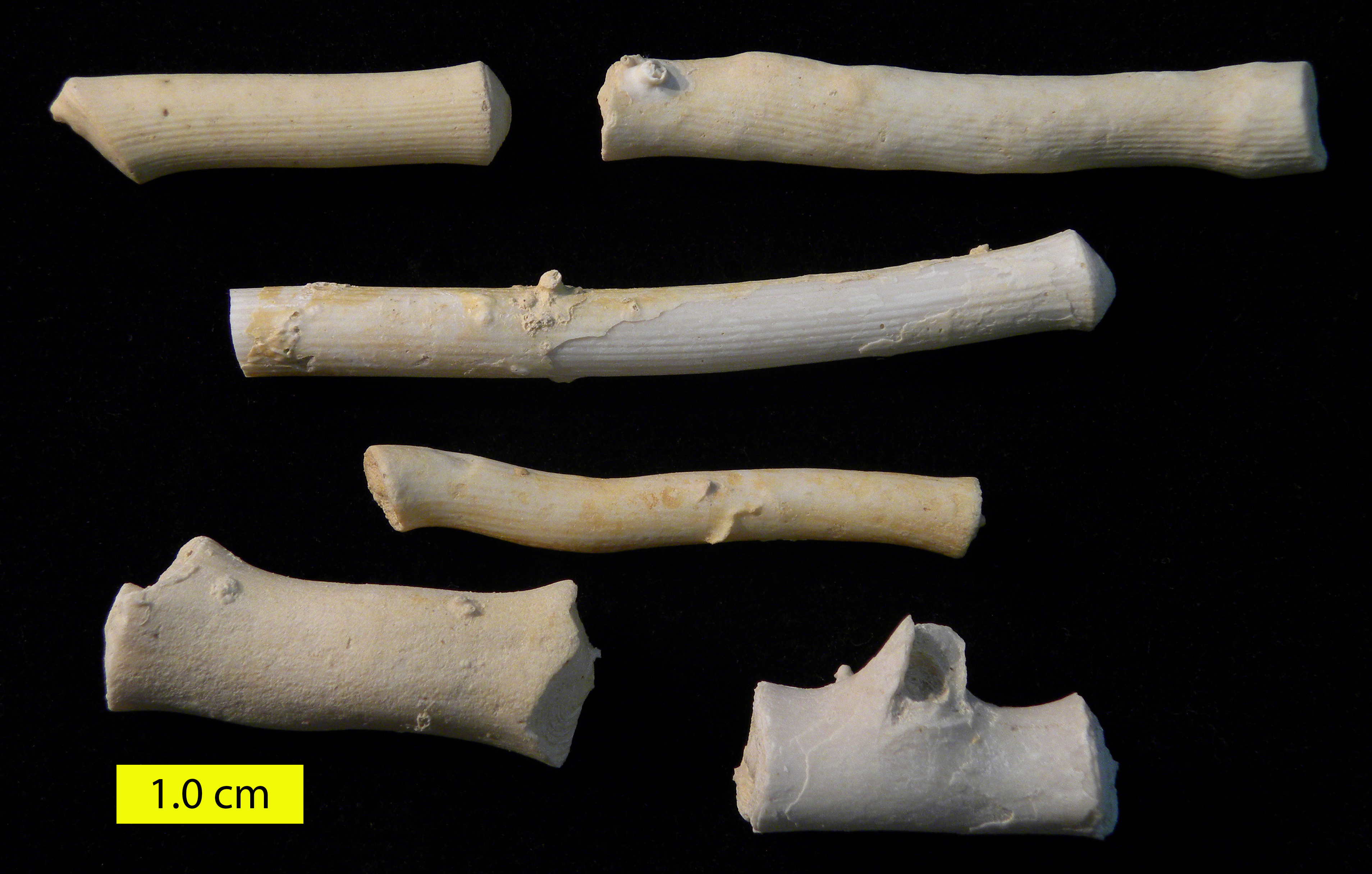
Các mảnh hóa thạch Keratoisis melitensis (Goldfuss, 1826) từ vùng Hạ Pleistocen ở Cape Milazzo, Sicily, Ý.

San hô tre, hay họ san hô Isididae, là một họ san hô biển sâu thuộc ngành Cnidaria. Nó là một loài thường nhận ra phổ biến ở biển sâu, do bộ xương của chúng có khớp nối rõ ràng. Loài san hô nước sâu này đặc biệt dễ bị ảnh hưởng bởi hoạt động từ tàu lưới kéo đáy. Chúng có thể là một loài chỉ thị môi trường quan trọng trong nghiên cứu về biến đổi khí hậu lâu dài, vì một số mẫu san hô tre đã được phát hiện có niên đại 4.000 năm tuổi.

## Mô tả
Hiện nay có ít thông tin về san hô tre. Bộ xương của san hô tre được tạo thành từ calci cacbonat trong hình dạng cành cây xen kẽ với các nút giống như khớp, cấu tạo bởi protein gorgonin. Sự xen kẽ của các cấu trúc xương với các phần protein gorgonin nhỏ hơn khiến cho san hô tre có hình dạng giống ngón tay, tương tự như đốt của cây tre trên cạn. San hô tre được báo cáo vào năm 2005, chúng đã được tìm thấy trên hàng chục núi ngầm ở Thái Bình Dương giữa Santa Barbara, California và Kodiak, Alaska. Tuổi và tốc độ phát triển của san hô tre ở vùng nước sâu nhất vẫn chưa được biết. Tuy nhiên, dựa vào tốc độ phát triển dựa trên carbon phóng xạ và dữ liệu tuổi từ các mẫu vật ở Vịnh Alaska, tuổi thọ của chúng được ước tính là từ 75 đến 126 năm.
Gần đây có một nhiệm vụ được tài trợ bởi Cơ quan Quản lý Đại dương và Khí quyển Quốc gia (NOAA), đã phát hiện ra bảy loài san hô tre mới trong Tượng đài hải dương quốc gia Papahānaumokuākea, một Tượng đài Quốc gia Hoa Kỳ nằm chủ yếu ở vùng nước sâu ngoài khơi Tây Bắc Hawaii, chúng được phát hiện qua thiết bị lặn Pisces V. Trong số bảy loài mới này, sáu loài có thể đại diện cho các chi hoàn toàn mới (nghĩa là các phân loại chính mới). Dữ liệu từ những phát hiện này vẫn đang được phân tích. Lần đầu tiên đoàn nghiên cứu mô tả một "cây" san hô tre, cao 5 feet. Các nhà khoa học cũng tìm thấy một khu vực san hô chết, rộng khoảng 10.000 foot vuông (930 m2) ở độ sâu hơn 2.000 foot (610 m). Nguyên nhân cái chết của quần xã san hô này vẫn chưa được biết nhưng người ta ước tính có lẽ đã xảy ra từ vài nghìn đến hơn một triệu năm trước.
San hô tre ở biển sâu cung cấp hệ sinh thái để hỗ trợ sự sống ở biển sâu và cũng có thể là một trong những sinh vật đầu tiên thể hiện tác động của những thay đổi trong quá trình axit hóa đại dương do dư carbon dioxide gây ra, vì chúng tạo ra các vòng tăng trưởng tương tự như của cây và có thể cung cấp cái nhìn về những thay đổi của điều kiện ở biển sâu theo thời gian. Một số loài san hô tre đặc biệt có thể sống rất lâu; các mẫu san hô có tuổi đời 4.000 năm được tìm thấy tại Tượng đài hải dương quốc gia Papahānaumokuākea mang đến cho các nhà khoa học một cánh cửa đi vào quá khứ của đại dương. Một nhà khoa học cho biết san hô đã cung cấp thông tin "có giá trị 4.000 năm về những gì đang diễn ra trong lòng đại dương sâu thẳm". Các sinh vật san hô nước sâu như san hô tre bị ảnh hưởng đặc biệt bởi hoạt động lưới kéo đáy. Các nghiên cứu khác đã đưa ra khả năng rằng san hô Isididae, do có khả năng bắt chước các đặc tính sinh học, có thể được sử dụng cấy ghép xương sống cũng như trong nuôi trồng thủy sản.

## Các chủng loài
Các chi sau hiện được mô tả trong họ Isididae:
- Acanella Gray, 1870
- Acanthoisis Studer, 1887
- Annisis Alderslade, 1998
- Australisis Bayer & Stefani, 1987
- Bathygorgia Wright, 1885
- Caribisis Bayer & Stefani, 1987
- Chathamisis Grant, 1976
- Chelidonisis Studer, 1890
- Circinisis Grant, 1976
- Cladarisis Watling, 2015
- Echinisis Thomson & Rennet, 1932
- Eknomisis Watling & France, 2011
- Florectisis Alderslade, 1998
- Gorgonisis Alderslade, 1998
- Iotisis Alderslade, 1998
- Isidella Gray, 1857
- Isis Linnaeus, 1758
- Jasminisis Alderslade, 1998
- Jasonisis Alderslade & McFadden, 2012
- Keratoisis Wright, 1869
- Ktenosquamisis Alderslade, 1998
- Lepidisis Verrill, 1883
- Lissopholidisis Alderslade, 1998
- Minuisis Grant, 1976
- Mopsea Lamouroux, 1816
- Muricellisis Kükenthal, 1915
- Myriozotisis Alderslade, 1998
- Notisis Alderslade, 1998
- Oparinisis Alderslade, 1998
- Orstomisis Bayer, 1990
- Pangolinisis Alderslade, 1998
- Paracanthoisis Alderslade, 1998
- Peltastisis Nutting, 1910
- Plexipomisis Alderslade, 1998
- Primnoisis Studer & Wright, 1887
- Pteronisis Alderslade, 1998
- Sclerisis Studer, 1879
- Sphaerokodisis Alderslade, 1998
- Stenisis Bayer & Stefani, 1987
- Tenuisis Bayer & Stefani, 1987
- Tethrisis Alderslade, 1998
- Zignisis Alderslade, 1998